# Edwards v. Arizona
Edwards v. Arizona, 451 US 477 (1981), est une décision de la Cour suprême des États-Unis qui stipule qu'une fois qu'un accusé invoque son droit à un avocat en vertu du cinquième amendement, la police doit cesser l'interrogatoire en garde à vue. Un nouvel interrogatoire n'est autorisé qu'une fois que l'avocat du défendeur a été mis à sa disposition ou si l'accusé a lui-même initié de nouvelles communications, échanges ou conversations avec la police. Les déclarations obtenues en violation de cette règle constituent une violation des droits du cinquième amendement d'un défendeur.
Cette règle de la « ligne claire » est préférée par les juristes, certains d'entre eux affirmant que la norme Davis v. États-Unis (1994) qui stipule que le droit à un avocat ne peut être légalement affirmé que par une « demande d'avocat sans ambiguïté ou sans équivoque » est une erreur.

## Faits
Edwards est arrêté à son domicile pour vol, cambriolage et meurtre au premier degré. Après son arrestation, au poste de police, il est informé de ses droits Miranda. Edwards déclare qu'il comprend ses droits et qu'il est prêt à se soumettre à un interrogatoire. Après avoir été informé qu'un autre suspect avait été arrêté en lien avec le même crime, Edwards nie toute implication et cherche à « conclure un accord ». Edwards en appelle un procureur du comté et, peu après, déclare à son interrogateur : « Je veux un avocat avant de conclure un accord. » L’interrogatoire cesse et Edwards est conduit à la prison du comté. Le lendemain matin, deux détectives viennent le voir. Au début, Edwards refuse, mais on lui dit qu'il doit parler aux détectives. Les agents l'informent de ses droits Miranda et obtiennent de lui des aveux. Lors du procès, Edwards cherche à faire annuler ses aveux. Le tribunal de première instance et la Cour suprême de l’Arizona rejette cette requête.

## Avis de la Cour
La Cour juge qu’une renonciation au droit à un avocat, une fois invoquée, doit non seulement être volontaire, mais doit également constituer une renonciation consciente et intelligente à un droit ou à un privilège connu. Le fait qu’Edwards avoue avoir reçu l'énoncé de ses droits Miranda ne démontre pas qu’il comprenait son droit à un avocat et qu’il y renonce intelligemment et sciemment. Une fois que le droit à un avocat en vertu du cinquième amendement est invoqué, une renonciation valide ne peut pas être démontrée simplement par le fait que l'accusé réponde aux interrogatoires malgré la lecture des avertissements Miranda. Dans Rhode Island v. Innis, 446 U.S.  291 (1980), le tribunal clarifie le sens de l'interrogatoire.
En 1988, la Cour redira que cet arrêt s'applique même pour un crime ou un délit sans rapport avec l'affaire initiale pour laquelle le prévenu à réclamer l'assistance d'un avocat. Les arguments de l'administration Reagan visant à assouplir Miranda et Edwards seront rejetés lors de l'affaire Arizona v. Roberson,.

## Contrairement au droit à un avocat garanti par le sixième amendement
En vertu de l'affaire Montejo v. Louisiane (2009), le droit à un avocat garanti par le sixième amendement n'empêche pas la police de lancer un interrogatoire une fois que ce droit est acquis. Ceci est en contraste avec le droit à un avocat garanti par le cinquième amendement, où l'interrogatoire en garde à vue n'est pas autorisé selon Edwards.